# Capitaine Miller
 (mai 2022).
La mise en forme du texte ne suit pas les recommandations de Wikipédia : il faut le « wikifier ».
Les points d'amélioration suivants sont les cas les plus fréquents :
- Les titres sont pré-formatés par le logiciel. Ils ne sont ni en capitales, ni en gras.
- Le texte ne doit pas être écrit en capitales (les noms de famille non plus), ni en gras, ni en italique, ni en « petit »…
- Le gras n'est utilisé que pour surligner le titre de l'article dans l'introduction, une seule fois.
- L'italique est rarement utilisé : mots en langue étrangère, titres d'œuvres, noms de bateaux, etc.
- Les citations ne sont pas en italique mais en corps de texte normal. Elles sont entourées par des guillemets français : « et ».
- Les listes à puces sont à éviter, des paragraphes rédigés étant largement préférés. Les tableaux sont à réserver à la présentation de données structurées (résultats, etc.).
- Les appels de note de bas de page (petits chiffres en exposant, introduits par l'outil «  Source ») sont à placer entre la fin de phrase et le point final[comme ça].
- Les liens internes (vers d'autres articles de Wikipédia) sont à choisir avec parcimonie. Créez des liens vers des articles approfondissant le sujet. Les termes génériques sans rapport avec le sujet sont à éviter, ainsi que les répétitions de liens vers un même terme.
- Les liens externes sont à placer uniquement dans une section « Liens externes », à la fin de l'article. Ces liens sont à choisir avec parcimonie suivant les règles définies. Si un lien sert de source à l'article, son insertion dans le texte est à faire par les notes de bas de page.
- La présentation des références doit suivre les conventions bibliographiques. Il est recommandé d'utiliser les modèles {{Ouvrage}}, {{Chapitre}}, {{Article}}, {{Lien web}} et/ou {{Bibliographie}}. Le mode d'édition visuel peut mettre en forme automatiquement les références.
- Insérer une infobox (cadre d'informations à droite) n'est pas obligatoire pour parachever la mise en page.

Pour une aide détaillée, merci de consulter Aide:Wikification.
Si vous pensez que ces points ont été résolus, vous pouvez retirer ce bandeau et améliorer la mise en forme d'un autre article.
Vallipuram Vasanthan (tamoul : வல்லிப்புரம் வசந்தன்) né le 1re janvier 1966 à Thunnalai, Ceylan et mort le 5 juillet 1987 à Nelliady lors d'une attaque kamikaze contre une base de l'armée Sri Lankaise. Premier Tigre noir (kamikaze) des LTTE, il avait comme nom de guerre Capitaine Miller,,,.

## Jeunesse
Il était le fils d'un directeur de banque et avait deux frères et sœurs. Il a fait ses études au Hartley College de Point Pedro,,.

## Engagement

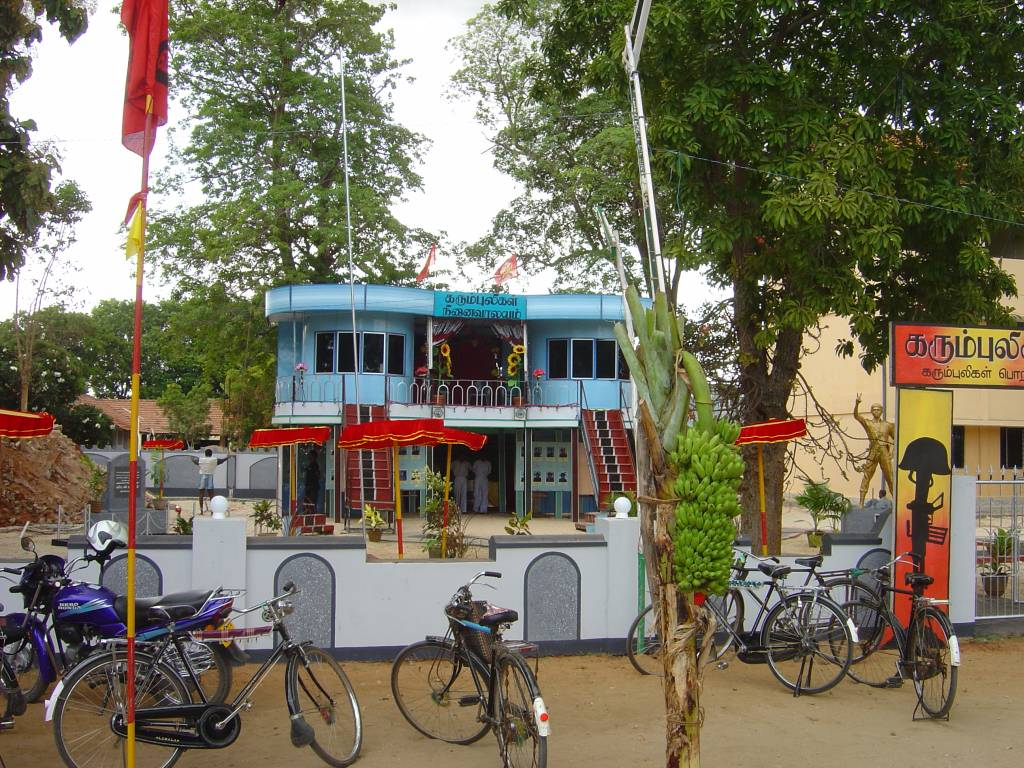
Sanctuaire du capitaine Miller à Nelliady Madhya Maha Vidyalayam le jour des Tigres noirs, 2004.

Profondément marqué par la souffrance des victimes des évènements de juillet noir, Vasanthan a rejoint les Tigres de libération de l'Eelam Tamoul (LTTE) en 1983 en tant que chauffeur,. Il est devenu membre à temps plein des LTTE un an plus tard et a reçu le nom de guerre Miller (Millar),.
Au cours de l'opération de Vadamarachchi, l'armée sri lankaise avait pris le contrôle d'une école à Nelliady et l'a transformée en base militaire,,. Les LTTE ont décidé de s'emparer de la base qui était fortement renforcée et entourée de fils barbelés. Pour mener à bien cette opération Miller s'était porté volontaire pour conduire un véhicule rempli de bombes au cœur de la base .
Le 29 juin 1987 il a rendu visite à sa famille et à ses amis et leur a offert une glace.
Le 5 juillet 1987, les LTTE ont rempli un camion d'explosifs et ont placé Miller sur le siège du conducteur de façon qu'il ne puisse pas bouger même s'il le voulait. Ses mains ont été attachées au volant et un pied à l'accélérateur.
Miller a probablement été tué aux premières barricades lorsque les soldats ont ouvert le feu, mais le camion a continué à avancer, percutant le bâtiment principal de l'école et explosant L'explosion a créé un cratère aussi grand qu'un bus. D'autres cadres des LTTE qui suivaient le camion de Miller ont lancé une attaque contre le camp et l'ont capturé. De nombreux soldats sont décédés ou ont été blessés à la suite de l'attaque, les estimations varient selon les sources.
À la suite de l'attaque, Miller a été promu capitaine à titre posthume. Il est devenu une figure vénérée des LTTE et son visage figure sur l'insigne des Black Tigers, l'aile kamikaze des LTTE.
Le 5 juillet est devenu Karumpuli Naal (Journée des Tigres noirs), un jour où les Tamouls du monde entier commémorent tous les "martyrs" des Tigres noirs,,,.
Un sanctuaire, comprenant une statue dorée de Miller, a été construit à Nelliady Madhya Maha Vidyalayam,. Après avoir repris la région de Vadamarachchi en 1996, les militaires sri-lankais ont détruit le sanctuaire de Miller, mais les habitants ont réussi à sauver et à cacher sa statue. La statue et la nouvelle plaque commémorative ont été réinstallées en 2002 pendant l'accord de cessez-le-feu conclu sous médiation norvégienne,. Après la reprise de la guerre, la statue de Miller a été attaquée et détruite par des hommes armés le 23 août 2006. Les vestiges du sanctuaire - l'estrade sur laquelle se trouvait la statue de Miller et la plaque commémorative en pierre - ont été détruits par l'armée le 4 juillet 2010.